# クリコロ州
クリコロ州（クリコロしゅう、フランス語: Région de Koulikoro）は、マリ共和国の州。マリ西部に位置し、首都バマコを取り囲む地域を州域としている（バマコは州からは独立している）。州都はクリコロ。人口は約226万人（2022年国勢調査）。

## 歴史
クリコロ州域は、かつてガーナ王国、スースー王国、マリ帝国などさまざまな国家によって支配された。フランスからの独立後、現在のクリコロ州域はバマコ州に属していたが、1977年7月12日にバマコ州はクリコロ州とバマコ特別区に分割された。
2023年2月22日、州北部のナラ圏がナラ州として、州東部のディオイラ圏がディオイラ州として分離し、面積が縮小した。また3月13日のバマコ特別区の再編に伴い、特別区に隣接したカラバンコロなどがバマコ特別区に編入された。

## 地理
クリコロ州は北をナラ州、北東をセグー州、東をディオイラ州、南をブグニ州、南西をギニア、西をキタ州、北西をニオロ州とそれぞれ接する。
この地域にはニジェール川を始めとして、バオレ川、サンカラニ川、バオゲ川、バニ川、バフィン川などの川が流れている。バマコ市の北側には、サヘル地帯が広がっている。
州内には州都クリコロをはじめ、カティ、コロカニ、バナンバなどの都市が存在する。ブークル・デュ・バウレ国立公園などいくつかの自然保護区がある。

## 住民
住民はバンバラ人やマンディンゴ人、ソモノ人（Somono）が多く、ニジェール川流域周辺に集まっている。
この地域は、マンディンゴ人の故地として知られている。マンディンゴ人はマリ帝国を築き上げた歴史とともに、グリオなどの伝統的な文化を保持していることでも知られている。この地域はイスラム化されたものの、現在でもアニミズム的な伝統が根強く残っている。この地域では、バンバラ語が最もよく使われる言語である。クリコロは伝統的な人形劇場で知られている。ミュージシャンのサリフ・ケイタやロキア・トラオレはこの州の出身である。

## 産業

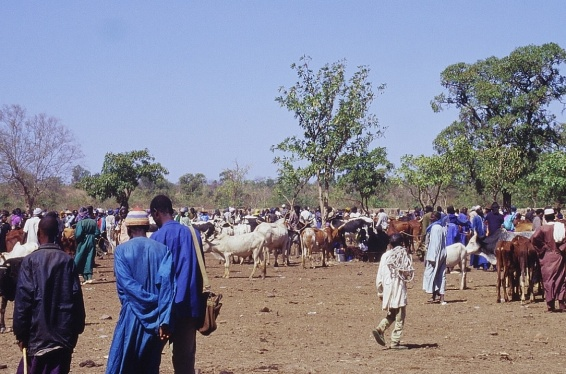
カティ圏カンビラ村の家畜市

クリコロ市はダカール・ニジェール鉄道の終点であると同時に、増水期に運行されるニジェール川水運の起点でもある。増水期になると、クリコロからセグー、モプティ、トンブクトゥ、ガオなど下流の諸都市に向けて船が運航する。
クリコロ州は農業が主産業であるが、セリングエ・ダムの水力発電やファナの綿工業など工業も一部で行われている。

## 行政区画

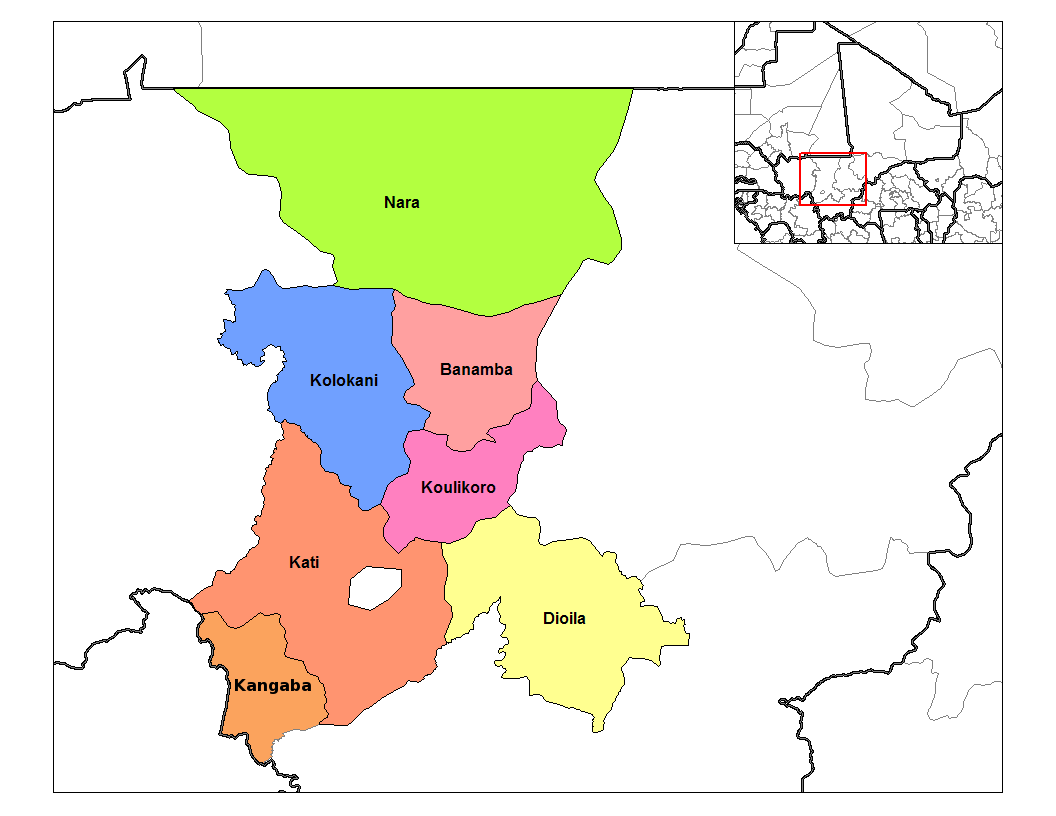
2023年以前のクリコロ州の各圏

2023年2月以降、クリコロ州は8つの圏（Circle）に分かれている。圏の下は29郡、61コミューン、1,218村・フラクスィオン・カルティエの順に細分化されている。
1. クリコロ圏（Koulikoro）
2. バナンバ圏（Banamba）
3. カンガバ圏（Kangaba）
4. カティ圏（Kati）
5. コロカニ圏（Kolokani）
6. ニャミナ圏（Nyamina）
7. シビー圏（Siby）
8. ネゲラ圏（Néguéla）

2023年以前は以下の7圏に分かれていた。
1. ナラ圏 --- ナラ
2. バナンバ圏 --- バナンバ（英語版）
3. コロカニ圏 --- コロカニ（英語版）
4. クリコロ圏 --- クリコロ
5. ディオイラ圏 --- バンコ（英語版）、ディオイラ
6. カティ圏 --- カティ
7. カンガバ圏 --- カンガバ、en:Benkadi Habaladougou、en:Kéniéba, Koulikoro